# Retusigaster albopilosus
Retusigaster albopilosus är en stekelart som beskrevs av Maritza Mercado 2003. Retusigaster albopilosus ingår i släktet Retusigaster och familjen bracksteklar. Inga underarter finns listade i Catalogue of Life.